# The Sacrifice (film 1914 Pollard)
The Sacrifice è un cortometraggio muto del 1914 diretto da Harry A. Pollard. Prodotto dalla Beauty (American Film Manufacturing Company), il film aveva come interpreti lo stesso Pollard, Margarita Fischer, Kathie Fischer, Joe Harris.

## Trama
Harry, che è stato adottato dai Newton, appena dopo l'annuncio del suo fidanzamento con Edith, scopre che suo fratello Jack ha falsificato un assegno. Per evitare quel dolore alla madre, dato che Jack è l'unico suo figlio naturale, Harry si addossa la colpa: suo padre gli ordina di andare via di casa ed Edith rompe con lui.

Ormai solo, Harry vagabonda fino ad arrivare a un paese di mare, dove si mescola ai pescatori italiani. Conosce Maria, una bella ragazza corteggiata da Antonio, un pescatore del posto che è entrato nelle grazie del padre della ragazza con numerosi regali. Antonio, geloso del nuovo venuto, cerca l'appoggio del padre di Maria, che intima alla figlia di sposare subito Antonio. Lei si rifiuta e getta via la collana di perle che lui le aveva regalato. Poi corre alla spiaggia da Harry. Lo spasimante respinta la segue e, davanti al rivale, tira fuori un coltello, cercando di ucciderlo. Harry, però, ha la meglio su di lui. Maria gli propone allora per evitare nuovi guai, di sposarla e lui, ormai abbandonato dalla famiglia, accetta.

## Produzione
Il film fu prodotto dalla Beauty (American Film Manufacturing Company).

## Distribuzione
Distribuito dalla Mutual, il film - un cortometraggio in una bobina - uscì nelle sale statunitensi il 18 febbraio 1914.